# Demerara (navio)

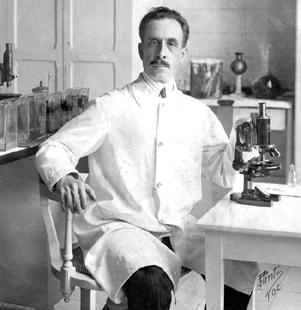
Carlos Chagas, em seu laboratório no Instituto Oswaldo Cruz

O SS Demerara, navio de bandeira inglesa, zarpou de Liverpool no dia 15 de agosto de 1918 e aportou em Recife, em 9 de setembro 1918, trazendo o vírus da gripe espanhola para a América do Sul, vírus que assolou o mundo no final da Primeira Guerra Mundial. Com destino final para Buenos Aires, tinha como comandante J. G .K. Cheret.

## Travessia do Atlântico
Em 16 de agosto, o Demerara foi atacado por dois submarinos alemães, em plena Primeira Guerra Mundial. Um deles chegou a disparar um torpedo que, segundo jornais da época, passou "a um metro da proa". Os passageiros entraram em pânico e buscaram os salva-vidas.
Com 562 passageiros e 170 tripulantes a bordo, o Demerara provavelmente teria afundado ali mesmo não fosse a intervenção salvadora de um porta-aviões inglês e de seis torpedeiros americanos, que afundaram um dos submarinos e obrigaram o outro a bater em retirada.
Passado o susto inicial, o Demerara seguiu viagem. Depois de passar por Lisboa, o navio cruzou o Atlântico rumo ao Brasil. A travessia durou 25 dias.

## Chegando a costa brasileira
Em 9 de setembro, o Demerara atracou no Recife. Era a primeira das quatro escalas no litoral brasileiro: Recife, Salvador, Rio e Santos. O navio trazia e levava cartas do front de batalha. Multidões aguardavam por notícias dos soldados brasileiros que lutavam na Primeira Guerra Mundial.
Não se sabe de quando o vírus subiu a bordo: se na escala anterior, em Lisboa, ou se o navio já zarpara infectado da Inglaterra. Independente de como ocorreu, espalhou-se fácil e rápido, no Recife ao Rio de Janeiro, do litoral para o interior, através das ferrovias.
Do Recife, o Demerara seguiu para Salvador, onde chegou em 11 de setembro. No trajeto, o capitão resolveu limpar a embarcação com creolina. não adiantou. Na capital da Bahia, o descaso se repetiu: passageiros e tripulantes desceram à terra firme sem serem inspecionados pelas autoridades sanitárias. Duas semanas depois, o jornal A Tarde, contabilizava cerca de "setecentos enfermos" espalhados por todos os lugares: de quartéis a hospitais, de escolas a igrejas.
Recife e Salvador, os governadores negaram a existência da gripe espanhola. Porque se o navio estivesse infectado, eles teriam que fechar os portos.

## Sinal de doença a bordo
O próximo destino era o Rio de Janeiro. Na Baía de Guanabara, em frente à Ilha das Cobras, uma bandeira amarela - sinal de doença a bordo - já tremulava no alto de um dos mastros. O José Maria de Figueiredo Ramos, inspetor de saúde do porto, examinou alguns passageiros - dois em estado grave - e constatou que o navio estava infectado.
O Demerara foi autorizado a atracar, mesmo com estes casos. Em 15 de setembro de 1918. Só na capital da República, desembarcaram 367 passageiros. Uns se queixavam de leve resfriado. Outros reclamavam de dores no corpo. Outros, ainda, com sintomas mais graves, como sangramento pelo nariz, boca e ouvidos, entre outros orifícios, tiveram que ser hospitalizados. Terminado o desembarque, o Demerara prosseguiu viagem. Embora grave, a doença não era contagiosa, garantiu o inspetor.
Àquela altura, a gripe espanhola já ganhara os mais inusitados apelidos: "catarro russo", "mal das trincheiras", "febre de três dias"... No Rio, deram-lhe mais um: "limpa velhos", por acreditarem que o novo vírus atacava apenas a população idosa. "Muitos a descreviam como uma gripe corriqueira", "Jamais imaginavam a mortandade de todas as faixas etárias".
Várias famílias colocavam seus mortos na calçada de casa para serem recolhidos pelas funerárias. Faltavam leitos para atender a tantos doentes e coveiros para sepultar tantos cadáveres. Os primeiros ainda foram velados. Mas, quando a cidade sentiu que era mesmo a peste, ninguém mais velou.

## Mais vitimas
Rumo a Montevidéu, onde aportou em 23 de setembro. Continuava a contabilizar vítimas. Em o saldo já era de seis mortos e 22 infectados. Os jornais brasileiros tentaram alertar as autoridades do Uruguai. Mas o diretor de Assistência Pública não lhe deu ouvidos. Quando chegou a Buenos Aires, o Demerara finalmente passou por uma inspeção rigorosa. As autoridades argentinas fizeram o que as brasileiras não tiveram coragem de fazer: segurar o navio e desinfetá-lo.
Pelo menos cinco pessoas morreram durante o percurso: quatro passageiros, os portugueses Antônio Teixeira, Germana Moreira Valente, Gracinda Ferreira e Maria dos Anjos, e um tripulante, o espanhol Juan Cajal. Desses, só um recebeu o diagnóstico de influenza. Mas, se você imaginar que a terceira classe costumava lotar e o navio é um ambiente confinado, gerador de aglomeração, dá para intuir que o vírus correu solto.

## Consequências
Um dos primeiros jornais a noticiar o que todos já desconfiavam foi O Combate, de São Paulo. Na edição de 27 de setembro de 1918, na primeira página: "A 'espanhola' já chegou ao Brasil". O Demerara era conhecido pelo apelido de "navio da morte". Estima-se que no Brasil, a gripe espanhola tenha matado 35 mil pessoas. No mundo inteiro, a moléstia teria dizimado, segundo as estimativas mais conservadoras, 30 milhões de pessoas - quase quatro vezes o número de mortos durante a própria Primeira Guerra Mundial.
Em 10 de outubro de 1918, o diretor geral de saúde pública no Brasil, Carlos Seidl (1867-1929), o ministro da Saúde da época, convocou uma coletiva de imprensa. Diante minimizou a epidemia, questionou os números e chamou os jornais de "irresponsáveis" e "sensacionalistas".
Uma semana depois, o presidente da República Venceslau Brás o chamou no Palácio do Catete e o demitiu. Em seu lugar, assumiu o médico Theóphilo de Almeida Torres, que convocou o sanitarista Carlos Chagas para encabeçar uma força-tarefa contra a gripe espanhola. Na esperança de combater a moléstia, foram testadas as mais variadas receitas: de porções indígenas à base de ervas a um xarope de aguardente, limão e mel.